# Reginald Potts
Reginald Hubert Potts (Londres, 3 de gener de 1892 – Worthing, West Sussex, 1968) va ser un gimnasta artístic anglès que va competir a començament del segle xx.
El 1912 va prendre part en els Jocs Olímpicsd'Estocolm, on va guanyar la medalla de bronze en el concurs complet per equips, mentre fou trenta-dosè en la prova del concurs complet individual, ambdues del programa de gimnàstica.